# Frynosoma szerokonosa
Frynosoma szerokonosa (Phrynosoma platyrhinos) – gatunek jaszczurki z rodziny frynosomowatych (Phrynosomatidae).

## Systematyka
Zwykle wyróżniano dwa podgatunki frynosomy szerokonosej:
- Phrynosoma platyrhinos calidiarum (Cope, 1896)
- Phrynosoma platyrhinos platyrhinos Girard in Baird & Girard, 1852

W 2021 roku Köhler zsynonimizował je ze sobą. Przywrócił też Phrynosoma goodei do rangi podgatunku Phrynosoma platyrhinos, ale nie jest to zmiana powszechnie akceptowana.

## Zasięg występowania
Frynosoma szerokonosa występuje w zachodniej części Ameryki Północnej – od zachodniej części USA po północno-zachodni Meksyk.

## Budowa ciała
Osiąga ok. 12 cm długości. Głowa krótka, kanciasta, wybitnie szeroka, zaś pysk tępo ścięty. Nad oczami występują duże rogowe guzy, w okolicach skroni i w kątach szczęk znajdują się grube, pojedyncze kolce, z tyłu głowy znajdują się 3 lub 4 duże, ostro zakończone rogi tworzące rodzaj kryzy. Grzbiet, ogon i kończyny pokrywają guzowate skupienia łusek i różnej wielkości kolce, szczególnie rozwinięte na ogonie.
Grzbiet ubarwiony szaro-żółto-brązowo jest z jasnymi i ciemnymi plamami nietworzącymi wyraźnego deseniu. Ogon pokrywają na przemian poprzeczne, jasne i ciemne pręgi.

## Biologia i ekologia
Występuje na terenach półpustynnych. Prowadzi dzienny tryb życia. Podobnie jak frynosoma rogata w przypadku zagrożenia potrafi strzelać strumieniami krwi z oczu.
Żywi się głównie mrówkami.
Jest gatunkiem jajorodnym.

## Ochrona
Gatunek ten od 2023 roku jest objęty załącznikiem II konwencji waszyngtońskiej (CITES) i aneksem B UE.